# Enzo Moscato
Pour les articles homonymes, voir Moscato (homonymie).
Enzo Moscato, nom de scène de Vincenzo Moscato, né le 20 avril 1948 à Naples (Campanie) où il meurt le 13 janvier 2024, est un dramaturge, acteur et metteur en scène de théâtre italien. 
Il est considéré comme l'un des plus importants auteurs italiens de notre époque.

## Biographie
Enzo Moscato fait ses débuts en 1978 avec Carcioffola, suivi par Scannasùrice (1980), Signurì, signurì (1982), Trianon (1983) et Festa al celeste e nubile santuario (1983).
Avec Pièce noire (1983), il obtient en 1985 le prix Premio Riccione (it), s’imposant ainsi à l’attention du public national. En 1988 il obtient les prix Premio Ubu et Premio Idi.
En 1986 le dramaturge Annibale Ruccello, un ami très proche d'Enzo Moscato, lorsqu'il avait à peine trente ans, meurt dans un accident de voiture. Enzo Moscato dédie à son ami perdu le travail Compleanno, une œuvre chorale à un seul acteur dont le protagoniste est l'absence. Il se passe toujours du travail le plus représenté[pas clair] d'Enzo Moscato.
Dans les années 1990, sa production devient très féconde et beaucoup de travaux importants se succèdent rapidement : Mal d'Hamlé (1994), Embargos (1994), Ritornanti (1994), Recidiva (1995) – inspiré de l’œuvre de Copi –, Co'stell'azioni (1995), La vita vissuta d'Artaud l'imbecille (1996), Lingua carne soffio (1996), Aquarium ardent (1997) – une étude sur le texte presque inconnu d'Arthur Rimbaud Un cœur sous une soutane –, Luparella (1997), Teatri del mare (1997).
En 2013, à l'occasion du soixante-dixième anniversaire des Quatre Journées de Naples – la première insurrection civique européenne contre le Nazisme – Enzo Moscato écrit Napoli '43, qui a débuté pendant les célébrations de l'événement.

## Écriture
Son écriture se caractérise par une continue vivacité linguistique et un original mélange d’idiomes et de signes, qui donne vie à un style très personnel et reconnaissable. Presque toutes ses œuvres se basent sur la langue napolitaine, qui s’enchevêtre de façon bien récherchée avec l’italien, le français, l’allemand, l’anglais, le latin, le grec ancien.[réf. nécessaire]